# 로베르 드 크라온
크라온의 로베르(Craon de robert, ? ~ 1147년 1월 13일)는 성전 기사단의 그랜드 마스터이다.

## 생애
크라온 가(家)는 카롤링거 왕조 낭트 백작과원수(Prefect)이었던 람베르 2세를 시조로 하는 프랑스의 유력 귀족가문으로, 로베르는 12세기 초 부르고뉴 영주 크라온의 르날드 2세의 3째아들로 태어나 아키텐의 정착하여 앙주의 영주 영애와 약혼하였다. 그러나 그는 영애와 약혼을 파기하고 팔레스타인으로 가서 위그 드 파앵이 이끄는 성전기사단에 가입하였다. 거기서 그는 곧 그의 신앙심과 군사적재능을 보여주며 1136년 위그 드 파앵은 로베르를 제2대 그랜드 마스터로 지명한 뒤 죽었다. 성전기사단의 그랜드 마스터가 된 로베르는 얼마 되지 않아 현명한 집정관과 법률가라는 것을 입증시키며 성전기사단을 십자군 진영의 중요한 핵심세력으로 만든다. 1139년 3월 29일 교황 인노첸시오 2세는 성전기사단에 면세, 성전기사가 주군이 군사력 징집시 의무를 면책할 수 있는 권리등의 특혜를 주며 교황직속 기사단으로 임명하였고, 이로 인해 성전기사단은 흰 바탕의 붉은십자가의 깃발 아래 팔레스타인 뿐만이 아니라 유럽전역으로 활동무대를 넓혔다.
크라온의 로베르는 훌륭한 군인이었지만, 훌륭한 전략적 군사지도자는 아니었다. 그 예로 그가 선출된 직후 알레포의 성주 이마드 앗딘 장기를 격파하고 장기의 영지를 유린할 때, 장기는 우회하여 십자군의 영지를 파괴시켰고, 또한 서기 1140년 성전기사단의 일부 점유지역인 터키 지역에서 큰 반란이 일어났으며 십자군의 일환으로 이베리아반도에서 일어난 레콩키스타에 참여하여 스페인 함대 70여척과 함께 포르투갈의 리스본을 포위했으나 결국 실패하였다. 이로 인해 잠시 기사단은 레콩키스타에서 발을 뺐지만, 스페인의 재정복 운동의 열기는 가시지 않아 계속 전개하였다.
1143년, 티레의 윌리엄의 제안으로 아크레 회의에 참가하여 제2차 십자군에 기시단을 이끌고 합류하였다. 그는 1147년 2월 죽었고 후계로 바레스의 에버랏을 지명하였다.
| 전임 위그 드 파앵 | 성전기사단 역대 그랜드마스터 1137년 - 1147년 | 후임 바레스의 에버랏 |